# Mouriri arenicola
Mouriri arenicola är en tvåhjärtbladig växtart som beskrevs av Thomas Morley. Mouriri arenicola ingår i släktet Mouriri och familjen Melastomataceae. Inga underarter finns listade i Catalogue of Life.